# Zalicus
Zalicus, Inc. (vormals: CombinatoRX) war ein US-amerikanisches Pharmaunternehmen, das sich darauf spezialisiert hatte, zu untersuchen, welche Wirkung die Kombination unterschiedlicher Medikamente hatte, um daraus völlig neue Medikamente herstellen zu können.

## Geschichte
Das Unternehmen wurde von Alexis Borisy gegründet und hatte seinen Sitz an der Boston University. Im Dezember 2009 fusionierte Combinatorx mit Neuromed Pharmaceuticals. Im September 2010 nannte sich das Unternehmen in Zalicus, Inc. um. Die Auflösung des Unternehmens erfolgte im Juli 2014 durch die Fusion mit Epirus und der Umfirmierung zu Epirus Biopharmaceuticals.